# NWA North American Heavyweight Championship (Maritimes version)
Il NWA North American Heavyweight Championship (Maritimes version) è stato un titolo di wrestling promosso da diverse federazioni canadesi affiliate alla National Wrestling Alliance (NWA).
Il titolo fu attivo a più riprese dal 1969 al 1984, quando smise di essere promosso con la chiusura della International Wrestling.

## Storia
Il titolo fa parte di una serie di riconoscimenti con lo stesso nome promossi dai territori della NWA. In Canada, dove nel 1968 erano presenti già due versioni di questo titolo, la Eastern Sports Association, attiva principalmente in Nuova Scozia, iniziò a promuovere una sua versione del titolo a partire dal 1969. Nel 1977 passò per un breve periodo alla Trans-Canada Wrestling, ma la federazione cessò le attività lo stesso anno.  
Fu riportato in vigore nel 1982 nel territorio di Toronto. Quando questo si unì alla World Wrestling Federation nel luglio 1984, il titolo fu spostato alla International Wrestling, e con la chiusura di quest'ultima il titolo smise di essere promosso e fu considerato di fatto cessato. 

## Albo d'oro
| Legenda  |                                                                               |
| -------- | ----------------------------------------------------------------------------- |
| #        | Indica il numero del regno titolato                                           |
| Regno    | Viene indicato il numero del regno del campione                               |
| Data     | La data in cui il titolo è stato vinto                                        |
| Località | Indica il luogo in cui il titolo è stato vinto                                |
| Note     | Indica notizie particolari riguardanti i cambi di titolo o altre informazioni |

| #                          | Campione          | Regno | Data              | Giorni | Località                  | Evento     | Note | Fonti |
| -------------------------- | ----------------- | ----- | ----------------- | ------ | ------------------------- | ---------- | --- | ----- |
| 1                          | The Beast         | 1     | 5 luglio 1969     | 38     | Halifax, Nuova Scozia     | House show | |       |
| 2                          | Archie Gouldie    | 1     | 12 agosto 1969    | 35     | Halifax, Nuova Scozia     | House show | |       |
| —                          | Vacante           | —     | 16 settembre 1969 | —      | —                         | —          | Il titolo fu reso vacante per motivi non noti.                                                                                        |       |
| 3                          | Bobo Brazil       | 1     | 30 settembre 1969 | 7      | --                        | House show | |       |
| 4                          | Archie Gouldie    | 2     | 7 ottobre 1969    | --     | Halifax, Nuova Scozia     | House show | |       |
| Storia del titolo non nota |                   |       |                   |        |                           |            | |       |
| 5                          | Bobby Red Cloud   | 1     | 12 maggio 1970    | 14     | Halifax, Nuova Scozia     | House show | |       |
| 6                          | Archie Gouldie    | 3     | 26 maggio 1970    | 62     | Halifax, Nuova Scozia     | House show | |       |
| 7                          | The Beast         | 2     | 27 luglio 1970    | --     | Moncton, Nuovo Brunswick  | House show | |       |
| 8                          | Eric Pomeroy      | 1     | ottobre 1970      | --     | --                        | House show | |       |
| 9                          | Leo Burke         | 1     | 5 giugno 1971     | 80     | Berwick, Nuova Scozia     | House show | |       |
| 10                         | Pat O'Connor      | 1     | 24 agosto 1971    | --     | Halifax, Nuova Scozia     | House show | |       |
| 11                         | Gino Brito        | 1     | settembre 1971    | --     | --                        | House show | |       |
| 12                         | Leo Burke         | 2     | 27 settembre 1971 | --     | Halifax, Nuova Scozia     | House show | |       |
| —                          | Vacante           | —     | giugno 1972       | —      | —                         | —          | Il titolo fu reso vacante per motivi non noti.                                                                                        |       |
| 13                         | Killer Karl Krupp | 1     | giugno 1972       | --     | Halifax, Nuova Scozia     | House show | Probabilmente in uno spareggio per riassegnare il titolo contro Leo Burke.                                                            |       |
| 14                         | Eric Pomeroy      | 2     | luglio 1972       | --     | --                        | --         | |       |
| 15                         | Killer Karl Krupp | 2     | 18 luglio 1972    | 69     | Halifax, Nuova Scozia     | House show | |       |
| 16                         | The Beast         | 3     | 25 settembre 1972 | 245    | Halifax, Nuova Scozia     | House show | |       |
| 17                         | Jim Dillon        | 1     | 28 maggio 1973    | --     | Moncton, Nuovo Brunswick  | House show | |       |
| 18                         | Killer Karl Krupp | 3     | agosto 1973       | --     | --                        | House show | |       |
| 19                         | Archie Gouldie    | 4     | settembre 1973    | --     | --                        | House show | Durante questo regno Gouldie conquistò anche lo Stampede Wrestling North American Heavyweight Championship,                           |       |
| 20                         | Harley Race       | 1     | aprile 1974       | --     | --                        | House show | Secondo alcune fonti Race sconfisse Gouldie per il titolo Stampede e fu riconosciuto campione anche di questo titolo.                 |       |
| 21                         | Leo Burke         | 3     | maggio 1974       | --     | --                        | House show | |       |
| 22                         | Great Kuma        | 1     | maggio 1974       | --     | --                        | House show | |       |
| 23                         | The Beast         | 4     | giugno 1974       | --     | --                        | House show | |       |
| 24                         | Great Kuma        | 2     | giugno 1974       | --     | --                        | House show | |       |
| 25                         | Eric Pomeroy      | 3     | luglio 1974       | --     | --                        | House show | |       |
| 26                         | Bolo Mongol       | 1     | luglio 1974       | --     | --                        | House show | |       |
| 27                         | Archie Gouldie    | 5     | 7 settembre 1974  | 17     | New Glasgow, Nuova Scozia | House show | |       |
| 28                         | Bolo Mongol       | 2     | 24 settembre 1974 | 224    | Halifax, Nuova Scozia     | House show | |       |
| 29                         | Leo Burke         | 4     | 6 maggio 1975     | 84     | Detroit, Michigan         | House show | |       |
| 30                         | Bob Brown         | 1     | 29 luglio 1975    | 84     | Halifax, Nuova Scozia     | House show | |       |
| 31                         | Leo Burke         | 5     | 21 ottobre 1975   | 8      | Halifax, Nuova Scozia     | House show | Sostituendo lo sfidante legittimo Killer Karl Krupp.                                                                                  |       |
| 32                         | Bob Brown         | 2     | 29 ottobre 1975   | 20     | --                        | --         | La NWA riassegnò il titolo a Brown, considerando Burke come sfidante non legittimo.                                                   |       |
| 33                         | Rudy Kay          | 1     | 18 novembre 1975  | --     | Halifax, Nuova Scozia     | House show | |       |
| —                          | Vacante           | —     | dicembre 1975     | —      | —                         | —          | Il titolo fu reso vacante dopo non essere stato difeso per più di 30 giorni.                                                          |       |
| 34                         | Tommy Gilbert     | 1     | aprile 1976       | --     | --                        | House show | Vincendo un torneo per riassegnare il titolo vacante.                                                                                 |       |
| 35                         | The Brute         | 1     | maggio 1976       | --     | --                        | House show | |       |
| 36                         | Tommy Gilbert     | 2     | 27 maggio 1976    | 1      | --                        | House show | |       |
| 37                         | The Brute         | 2     | 28 maggio 1976    | --     | --                        | House show | |       |
| 38                         | Leo Burke         | 6     | settembre 1976    | --     | --                        | House show | |       |
| 39                         | Michel Dubois     | 1     | settembre 1976    | --     | --                        | House show | Il titolo iniziò ad essere promosso nella Trans-Canada Wrestling a partire dal 1977.                                                  |       |
| 40                         | Steve Bolus       | 1     | giugno 1977       | --     | --                        | House show | Bolus iniziò ad essere promosso come campione quando il titolo passò alla Trans-Canada Wrestling.                                     |       |
| 41                         | Frenchy Martin    | 1     | giugno 1977       | --     | --                        | House show | |       |
| 42                         | Leo Burke         | 7     | 14 luglio 1977    | --     | Halifax, Nuova Scozia     | House show | |       |
| —                          | Disattivato       | —     | luglio 1977       | —      | —                         | —          | Il titolo fu disattivato con la chiusura della Trans-Canada Wrestling.                                                                |       |
| 43                         | Johnny Weaver     | 1     | 10 aprile 1983    | 49     | Toronto, Ontario          | House show | Il titolo fu riattivato nel territorio di Toronto a partire dalla fine del 1982.                                                      |       |
| 44                         | Leo Burke         | 8     | 29 maggio 1983    | 443    | Toronto, Ontario          | House show | Quando nel luglio 1984 il territorio di Toronto si unì alla WWF Burke si unì alla International Wrestling, portando con sé il titolo. |       |
| 45                         | Archie Gouldie    | 6     | 14 agosto 1984    | --     | Halifax, Nuova Scozia     | House show | Il cambio di titolo fu ripetuto il 16 agosto a Oromocto.                                                                              |       |
| —                          | Disattivato       | —     | 1984              | —      | —                         | —          | Il titolo fu disattivato con la chiusura della International Wrestling.                                                               |       |